# Tower of the Sun
34°48′34.7″N 135°31′56.3″Ø / 34.809639°N 135.532306°Ø
Tower of the Sun (japansk: 太陽の塔, Taiyō no Tō) er et kunstværk lavet af den japanske kunstner Taro Okamoto og er placeret i Osaka, Japan.
Tårnet var åbent for publikum sådan de besøgende kunne gå ind i tårnet under verdensudstillingen i 1970, men tårnet blev lukket kort tid efter verdensutstillingen. Galleriet som findes inde i tårnet, viser et stort kunstværk som bliver kaldt Tre af livet, som repræsenterer udviklingen af menneskelige skabninger. Tårnet forfaldte gradvist efter at verdensudstillingen blev afsluttet i 1970. Men det blev senere besluttet at tårnet skulle bevares og reparationerne af tårnet startede i november 1994, og blev gjort færdige i marts 1995.
Tårnets højde er 70 meter, og diameteren i kælderen er 20 meter, og længden på armene er 25 meter. Tårnet har i dag tre ansigter, to ansigter på forsiden, og et ansigt på bagsiden. Ansigtet som er placeret på toppen af tårnet, måler 11 meter i diameter, og som repræsenterer fremtiden. De savtakkede røde malerier på forsiden af tårnet repræsenterer torden. En lille version af Tower of the Sun er placeret i Taro Okamoto Museum of Art. Tårnet er også blevet opført som en af de bedste 100 Media Arts i Japan af et byråd tilhørende det japanske Kulturdepartement.